# Wilhelm von Schencking
Wilhelm von Schencking (auch von Schenckinck oder von Schencking zu Bevern, * 1555 in Ostbevern; † 3. August 1585 in Osnabrück) entstammte nicht der münsterschen Erbmännerfamilie Schencking, sondern der landadeligen Familie v. Schencking. Er war der Sohn des Heinrich von Schencking zu Bevern und dessen Gemahlin Elisabeth Frese. Er war gewählter Bischof von Osnabrück vom 20. Juli (jul.) / 30. Juli (greg.) bis 24. Juli (jul.) / 3. August 1585 (greg.). Er starb, noch bevor die päpstliche Bestätigung eingeholt war.
Vor seiner Wahl zum Bischof am 30. Juli 1585 war er Domdechant in Osnabrück. Im Jahre 1563 erhielt er eine münstersche Dompräbende.